# 조지 워싱턴 교

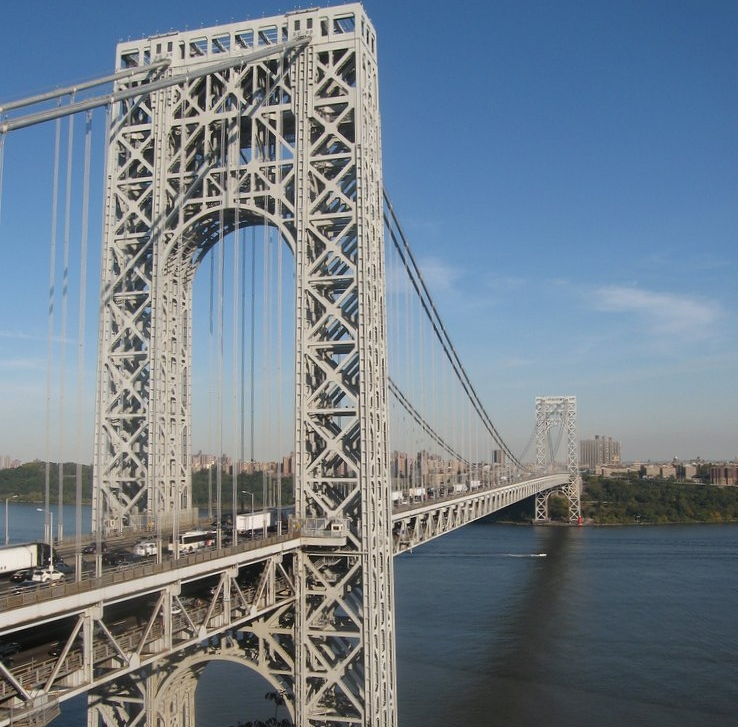
조지 워싱턴 다리

조지 워싱턴 다리(George Washington Bridge)는 뉴욕 맨해튼의 워싱턴하이츠와 뉴저지주 포트리를 연결하는 현수교이다. 허드슨강에 위에 위치하고 있다.

## 개요
허드슨강을 건너는 다른 다리나 강을 뚫고 터널처럼 뉴욕 뉴저지 항만 공사 가 다리 관리하고 있다. 하루의 차량 교통량이 세계에서 가장 많은 다리이다.
통행 요금은 동행만 징수에서 2013년 12월 현재는 승용차가 현금으로 13달러, EZ-Pass이용의 경우는 한창 때 11달러, 오프 피크시 9달러이다. 뉴욕주 또는 뉴저지주 거주의 EZ-Pass이용자는 3명 이상 합승 5달러.